# 王兆俊
王兆俊（1911年—2001年），原名朝浚，男，江苏吴县人，中国寄生虫病学家，曾任第三、四、五、六届全国政协委员。